# Гревениц, Вильгельмина фон
Кристи́на Вильгельми́на Фридери́ка фон Гре́вениц (нем. Christine Wilhelmine Friederike von Grävenitz; 4 февраля 1686, Шверин — 21 октября 1744, Берлин) — фаворитка герцога Эберхарда Людвига Вюртембергского. Происходила из древнего дворянского рода Гревеницев.

## Биография
Вильгельмина фон Гревениц выросла в мекленбургском Гюстрове. В двадцатилетнем возрасте по инициативе штутгартского гофмаршала фон Штафхорста и её брата Фридриха Вильгельма фон Гревеница Вильгельмина прибыла к штутгартскому двору. С помощью молодой дамы гофмаршал пытался оказать влияние на герцога. В качестве новой подружки Вильгельмина фон Гревениц должна была отвлекать герцога от его обязанностей правителя. План удался, но вместо короткой галантной любовной интрижки между Эберхардом Людвигом и Вильгельминой возникла настоящая любовная связь, продлившаяся более двадцати лет вопреки всем внешним препятствиям.
В июле 1707 года Эберхард Людвиг вступил с Вильгельминой в морганатический брак и присвоил ей титул графини Урахской, титул имперского графа Гревеница её брату, что было утверждено в Вене 1 сентября 1707 года. В ноябре было опубликовано официальное заявление о том, что герцог сочетался браком с графиней фон Гревениц, впредь именуемой графиней Урахской. Супруга герцога Иоганна Елизавета Баден-Дурлахская не давала согласия на развод и подала императору жалобу на двоежёнца. Под его давлением брак герцога был вновь расторгнут, а Вильгельмина была выслана из Вюртемберга. Эберхард Людвиг последовал за ней в Швейцарию. В 1710 году герцог вернул Вильгельмину фон Гревениц ко двору, женив её для отвода глаз на 70-летнем богемском графе Иоганне Франце Фердинанде фон Вюрбене и Фрейдентале. Новоиспечённый супруг Вильгельмины должен был оставаться за пределами Вюртемберга и не вступать больше в брак, за что помимо денежной компенсации он получил титул ландгофмейстера Вюртемберга, тайного советника и председателя военного совета. Финансовые средства, полученные из Вюртемберга, он потратил в основном на погашение своих карточных долгов в Вене. Новоявленная супруга ландгофмейстера беспрепятственно вернулась в Штутгарт и играла первую роль при дворе. Бездетная Вильгельмина фон Гревениц удочерила свою племянницу Вильгельмину Шарлотту, дочь брата Карла Людвига.
Вильгельмина побудила герцога перестроить Людвигсбургский охотничий замок, значительно увеличив его размеры, назначить его своей резиденцией и перевести туда двор. В Людвигсбурге Вильгельмина фон Гревениц проживала вместе с герцогом и выполняла представительские функции, в то время как герцогиня продолжала занимать Старый дворец в Штутгарте.
Вильгельмина активно занималась правительственными делами. В 1717 году она стала штатным членом тайного кабинета и оказывала влияние по вопросам юстиции, финансов и помилования. В 1727 году Вильгельмина фон Гревениц приобрела Фрейденталь, где для неё в следующем году был построен Гревеницский дворец.
В 1731 году умер единственный сын герцога Эберхарда Людвига, наследный принц Фридрих Людвиг. В отсутствие у герцога других законных сыновей ему должен был наследовать и править в протестантском Вюртемберге двоюродный брат, католик Карл Александр Вюртембергский. Под внешним давлением различных вюртембергских кругов Эберхард Людвиг был вынужден вновь отказаться от связи с Вильгельминой и помириться с герцогиней. Герцог сдался окончательно: он лишил Вильгельмину всех её должностей и приказал арестовать. В 1732 году Вильгельмина фон Гревениц была освобождена из-под стражи, окончательно изгнана из Вюртемберга и лишена владений в Вюртемберге. В качестве компенсации она получила значительную сумму в 150 тыс. гульденов. Вильгельмина переехала в Берлин, где прожила вплоть до своей смерти. Её приёмная дочь и племянница баронесса Вильгельмина Шарлотта фон Гревениц сопровождала её в Берлин и 4 февраля 1735 года вышла замуж за прусского подполковника (будущего генерал-майора кавалерии) Георга Конрада фон дер Гольца.